# Sankt Marien
Sankt Marien é um município da Áustria localizado no distrito de Linz-Land, no estado de Alta Áustria.